# Celina Chludzińska Borzęcka
Celina Chludzińska Borzęcka (Antowil, 29 ottobre 1833 – Cracovia, 26 ottobre 1913) è stata una religiosa polacca, fondatrice della congregazione delle Suore della Risurrezione di Nostro Signore Gesù Cristo. Nel 2007 è stata beatificata da papa Benedetto XVI.

## Biografia
Nata in una cittadina polacca attualmente in territorio bielorusso, nel 1853 Celina Chludzińska sposò a Vilnius Joseph Borzęcki, al quale diede quattro figli (solo due di loro sopravvissero).
Dopo la morte del marito, nel 1875 Celina si trasferì a Roma, dove entrò in contatto con uno dei fondatori dei padri Risurrezionisti, il sacerdote Piotr Semenenko, d'intesa con il quale ebbe l'idea di creare anche un ramo femminile di tale congregazione.
Con alcune consorelle, tra cui la figlia minore Edvige, iniziò a praticare la vita comunitaria nel 1892: il 6 gennaio del 1891 fece la professione dei voti alla presenza del cardinale vicario Lucido Parocchi, e nel 1911 venne eletta superiora generale a vita. il suo istituto si diffuse rapidamente nei paesi dell'Europa orientale e negli Stati Uniti d'America, dove svolse il suo apostolato particolarmente a favore delle comunità di immigrati polacchi.
Morì a Cracovia nel 1913, nel corso di una visita canonica.

## Culto
I procedimenti che hanno portato all'elevazione di Celina all'onore degli altari vennero avviati a Roma nel 1944, con il sostegno di papa Pio XII; l'11 febbraio 1982 papa Giovanni Paolo II promulgò il decreto con cui ne decretava l'eroicità delle virtù, riconoscendole il titolo di Venerabile.
Il 16 dicembre del 2006 papa Benedetto XVI ha riconosciuto il miracolo necessario per la sua beatificazione, avvenuta il 27 ottobre del 2007 nella basilica di San Giovanni in Laterano.
Memoria liturgica il 26 ottobre.